# Menella simplex
Menella simplex is een zachte koraalsoort uit de familie Plexauridae. De koraalsoort komt uit het geslacht Menella. Menella simplex werd in 1908 voor het eerst wetenschappelijk beschreven door Kükenthal. 